# Perché si uccidono (Original Motion Picture Soundtrack)
Perché si uccidono (Original Motion Picture Soundtrack) è un album dei Reale Impero Britannico, pubblicato dalla Cinevox Records nel 1976.
È la colonna sonora originale del film Perché si uccidono (La merde), diretto nel 1975 da Mauro Macario.

## Tracce
Lato A
1. Epopea – 2:56 (Claudio Simonetti, Fabio Frizzi, Fabio Pignatelli, Massimo Morante, Walter Martino)
2. Ammoniaca – 2:24 (Claudio Simonetti, Fabio Frizzi, Fabio Pignatelli, Massimo Morante, Walter Martino)
3. Kalu – 4:52 (Fabio Frizzi)
4. Edda – 2:58 (Claudio Simonetti, Fabio Frizzi, Fabio Pignatelli, Massimo Morante, Walter Martino)
5. Epopea (Reprise) – 1:26 (Claudio Simonetti, Fabio Frizzi, Fabio Pignatelli, Massimo Morante, Walter Martino)

Durata totale: 14:36
Lato B
1. My Damned Shit – 3:03 (A. Pietravalle, Guglielmo (Walter) Brezza)
2. Dodici e un quattro – 1:54 (Guglielmo (Walter) Brezza)
3. Block – 2:38 (Guglielmo (Walter) Brezza)
4. R.I.B. – 4:09 (Guglielmo (Walter) Brezza)
5. Apotheke – 2:28 (Guglielmo (Walter) Brezza)
6. Distrazioni – 2:28 (Guglielmo (Walter) Brezza)

Durata totale: 16:40

## Musicisti
- Claudio Simonetti - tastiere
- Massimo Morante - chitarra
- Fabio Pignatelli - basso
- Walter Martino - batteria

Personale aggiunto
- Edda Dell'Orso - voce (brano: Edda)
- Tony Tartarini - voce (brano: My Damned Shit)